# 愛唄 -約束のナクヒト-
『愛唄 -約束のナクヒト-』（あいうた やくそくのナクヒト）は、2019年1月25日に公開された日本映画である。主演は横浜流星。キャッチコピーは「駆けろ、想い『今しか、ない』」。
2017年に公開された「キセキ -あの日のソビト-」に続く、ボーカルグループ「GReeeeN」映画プロジェクト第2弾。脚本と音楽全般を担当したGReeeeNのメンバーが実際に体験した出来事が基となっている。
主題歌「約束×No title」はGReeeeNが映画のために書き下ろした曲で、「LINEオーディション2017」で総合グランプリを受賞した高校生バンド「No title」がフィーチャリングゲストとして参加している。
2019年7月2日にBlu-rayとDVDが発売。

## ストーリー
恋する勇気を持てないまま大人になってしまったトオルに起きた、二つの出会い。元バンドマンの旧友・龍也との再会、そして運命を変える詩との偶然の出会いによって次第に変化していくさまを描いている。

## キャスト
野宮 透（のみや とおる）
演：横浜流星
恋する勇気を持てないまま大人になった青年。余命三ヵ月と宣告された。
伊藤 凪（いとう なぎ）
演：清原果耶
坂本 龍也（さかもと たつや）
演：飯島寛騎
小池 妙子（こいけ たえこ）
演：中村ゆり
副島 浩一（そえじま こういち）
演：野間口徹
相川 比呂乃（あいかわ ひろの）
演：成海璃子
橋野 冴子（はしの さえこ）
演：中山美穂（特別出演）
タコス屋オーナー
演：奥野瑛太
伊藤 佐和（いとう さわ）
演：富田靖子
野宮 美智子（のみや みちこ）
演：財前直見

## スタッフ
- 監督：川村泰祐
- 脚本：GReeeeN、清水匡
- 音楽：GReeeeN
- 主題歌：GReeeeN「約束×No title」（ユニバーサル ミュージック）
- プロデューサー：小池賢太郎
- 音楽プロデューサー：JIN
- 製作：松井智、村松秀信、三橋悟郎、町田晋、宮崎伸夫、楮本昌裕、勝股英夫、有馬一昭
- 共同プロデューサー：丸山文成、柳迫成彦、JIN
- アソシエイトプロデューサー：平石明弘、千木良卓也、飯田雅裕
- プロダクション統括：木次谷良助
- 撮影：向後光徳（J.S.C.）
- 美術：福澤勝広（A.P.D.J.）
- 照明：北岡孝文
- 録音：鈴木健太郎
- 装飾：神戸信次
- 編集：森下博昭
- 劇伴：GReeeeN、Amar Morriconen
- VFXスーパーバイザー：オダイッセイ
- 音響効果：柴崎憲治
- スクリプター：笹本千鶴
- キャスティング：安生泰子
- 俳優担当：出射均
- 衣裳：宮部幸
- ヘアメイク：知野香那子
- 助監督：向井澄
- 制作管理：角田朝雄
- ラインプロデューサー：石川貴博
- 宣伝プロデューサー：徳安慶憲
- 企画協力：ハイスピードボーイズ
- 制作協力：東映東京撮影所
- 配給：東映
- 製作プロダクション：ジョーカーフィルムズ
- 製作：「愛唄」製作委員会（ハピネット、東映、ジョーカーフィルムズ、ハイスピードボーイズ、朝日新聞社、ユニバーサル ミュージック、エイベックス・ピクチャーズ、イオンエンターテイメント）

## 受賞歴
- 第32回日刊スポーツ映画大賞・石原裕次郎賞 新人賞（清原果耶）[注 1][6]
- 第43回日本アカデミー賞 新人俳優賞（横浜流星）[注 2][7]

## Blu-ray・DVD・小説
- 朝日文庫「愛唄 -約束のナクヒト-」[8]（2019年12月7日、著：小林雄次、ISBN  9784022649096）
- Blu-ray / DVD（2019年7月2日、BIXJ-0306 / BIBJ-3366）
  - 初回限定：アウタースリーブケース、ポストカード4枚セット
  - 特典DVD：メイキング、舞台挨拶集（完成披露舞台挨拶／親子試写会／「キセキ－あの日のソビト－」「愛唄－約束のナクヒト－」イッキ見上映会／新宿バルト9舞台挨拶／横浜流星単独登壇舞台挨拶）、GReeeeN「約束 x No title」コラボMV

## イベント
- 2018年12月10日
  - 完成披露上映会（丸の内TOEI）- 横浜流星、清原果耶、飯島寛騎、成海璃子、財前直見、川村泰祐監督[9]
  - LINE LIVE - 横浜流星、清原果耶、飯島寛騎、ほのか（No title）
- 2018年12月11日
  - 舞台挨拶付き先行上映（大阪あべのアポロシネマ）- 横浜流星、清原果耶、飯島寛騎
  - 公開記念イベント（あべのキューズモール3F）- 横浜流星、清原果耶、飯島寛騎[10]
- 2019年1月16日
  - 親子試写会（TジョイPRINCE品川）- 横浜流星、飯島寛騎、財前直見、富田靖子、川村泰祐監督[11][12]
- 2019年1月22日
  - 「キセキ」「愛唄」イッキ見 上映前夜祭（新宿バルト9）- 横浜流星、野間口徹、奥野瑛太、川村泰祐監督[13]
- 2019年1月26日
  - 公開記念舞台挨拶（イオンシネマ越谷レイクタウン）- 横浜流星、飯島寛騎、川村泰祐監督
  - 公開記念舞台挨拶（新宿バルト9）- 横浜流星、清原果耶、飯島寛騎、川村泰祐監督、No title[14][15]
  - 公開記念LINE LIVE - 横浜流星、清原果耶、飯島寛騎、No title
- 2019年1月27日
  - 公開記念舞台挨拶（なんばパークスシネマ／梅田ブルク7[16][17]／Tジョイ京都／名古屋ミッドランドスクエアシネマ[18]／イオンシネマ大高）- 横浜流星、清原果耶、飯島寛騎、川村泰祐監督
- 2019年2月4日
  - 公開記念舞台挨拶（新宿バルト9）- 横浜流星[19][20][21]
- 2019年2月10日
  - 香川さぬき映画祭2019（イオンシネマ高松東）- 飯島寛騎[22]
- 2019年7月6日
  - Blu-ray&DVD発売記念イベント（タワーレコード渋谷店）- 横浜流星[23][24][25]
- 2019年6月19日
  - 上海国際映画祭2019 - 川村泰祐監督[26]
- 2019年7月11日
  - 上映後トークショー（アップリンク渋谷）- 川村泰祐監督[27]